# Grandview (Texas)
Grandview es una ciudad ubicada en el condado de Johnson en el estado estadounidense de Texas. En el Censo de 2010 tenía una población de 1.561 habitantes y una densidad poblacional de 332,8 personas por km².

## Geografía
Grandview se encuentra ubicada en las coordenadas 32°16′6″N 97°10′39″O / 32.26833, -97.17750. Según la Oficina del Censo de los Estados Unidos, Grandview tiene una superficie total de 4.69 km², de la cual 4.69 km² corresponden a tierra firme y (0.06%) 0 km² es agua.

## Demografía
Según el censo de 2010, había 1.561 personas residiendo en Grandview. La densidad de población era de 332,8 hab./km². De los 1.561 habitantes, Grandview estaba compuesto por el 85.46% blancos, el 5.25% eran afroamericanos, el 0.58% eran amerindios, el 0.64% eran asiáticos, el 0.13% eran isleños del Pacífico, el 6.53% eran de otras razas y el 1.41% pertenecían a dos o más razas. Del total de la población el 17.42% eran hispanos o latinos de cualquier raza.